# Staustufe Esslingen
Die Staustufe Esslingen ist eine Flussstaustufe in Esslingen am Neckar in Baden-Württemberg. Die Staustufe besteht in Fließrichtung des Neckars aus einer Doppelschleuse am linken Ufer und einem dreifeldrigen Wehr auf der rechten Seite. Die Schleuse wird von der Fernbedienzentrale in der Staustufe Obertürkheim fernbedient. Die Staustufe Esslingen besitzt seit 2011 ein Wasserkraftwerk.

## Lage
Die Staustufe Esslingen ist vom Rhein aus gesehen die 25. Anlage. Sie befindet sich in unmittelbarer Nähe des Abzweigs des Hammerkanals zum Rossneckar in Esslingen.